# Narciso Rota
Narciso Rota Martín (San Sebastián, 1926 - Pamplona, 17 de agosto de 2004) pertenece a la generación de pintores navarros nacidos antes de la Guerra Civil y que desarrollaron sus actividades artísticas a partir de los años 40 y mediados del siglo XX. Junto a artistas como César Muñoz Sola, José Antonio Eslava Urra, Julio Martín Caro, Francisco Buldáin, Elías Garralda Alzugaray o Ana María Marín, protagonizaron una segunda época de esplendor para la pintura navarra (sobre todo basada en paisajes, pero con excepciones), que siguió a la de sus predecesores, protagonizada por pintores como Javier Ciga Echandi, Jesús Basiano Martínez, Pedro Lozano de Sotés, Miguel Pérez Torres o Julio Briñol. Aunque naciera en San Sebastían, se suele considerar a Narciso Rota como perteneciente a esta generación debido a su gran relación con Navarra durante la mayor parte de su vida. Música, esmaltes, porcelanas, y sobre todo pintura, son los ámbitos a los que dedicó su arte, desarrollando una fecunda carrera artística que, sin embargo, tras su muerte ha ido siendo olvidada progresivamente.

## Biografía
Aunque nació en San Sebastián, su familia siempre residió en Irún, donde su padre regentaba un taller artesano de encuadernación. Se conocen dos hermanos del artista, Marcelino y Pilar Rota. Con 14 años asistió al magisterio artístico en el taller de Gaspar Montes Iturrioz. Su vocación por el arte empezó entonces, cuando el citado artista perteneciente a la Escuela del Bidasoa lo encaminó hacia la Escuela de Artes y Oficios de Irún, donde, además de entablar relación con algunos de los artistas vascos que marcarían la generación futura, aprendió las bases del oficio del artista. También estuvo como aprendiz en la empresa de Porcelanas de Bidasoa. El final de su etapa en el País Vasco lo pasó en la plaza que consiguió en el Museo de San Telmo de San Sebastián como dibujante y decorador.
Es a mediados de los años 50 cuando se traslada a Pamplona para abrir un taller de porcelanas y esmaltes (“Talleres Limoges”, calle Tejería). Seguramente su estrecha amistad con los artistas navarros Crispín Martínez Pérez y Jesús Basiano influyeron en éste cambio de residencia. En esta ciudad residirá hasta su fallecimiento. Viviendo con su mujer, Aurora Elberdín Gisbert y sus cuñadas 'Blanca y María Luisa, cerca de su taller, fue alcanzando la madurez artística, dedicado a la música (tocaba el chistu, el atabal y el acordeón), los esmaltes y las porcelanas y la pintura (realizó numerosas exposiciones en su taller). El matrimonio residió también largas temporadas en Yesa, localidad en la que habían adquirido una casa hacia 1975.
En los últimos años de su vida se trasladó, junto con su mujer, a la residencia Ama Ibañeta, en Erro, donde siguió dedicándose al arte prácticamente hasta su fallecimiento (en 2003 sufrió una embolia que le impidió pintar, hasta que murió el 17 de agosto de 2004). Su mujer falleció pocos meses después. El matrimonio no tuvo descendencia.
Tenemos constancia de que Narciso Rota era un hombre amable querido allá donde iba. Por ejemplo, en Yesa se le apodaba “el atabero de Yesa” o “rompetechos”. Además, en Pamplona fue una figura muy popular, característico por su ligera cojera, su bigote y su elegancia.

## Obra y estilo
Narciso Rota fue un pintor profesional, ya que pintó durante prácticamente toda su vida y consiguió vivir de ello. Principalmente realizaba pinturas al óleo o acuarela, con temáticas variadas, entre las que destaca principalmente el paisaje. También realizó cuadros de flores y figuras. En cuanto a los paisajes, en el primer período de su vida abundan paisajes vascos, aunque conforme va avanzando su carrera se vuelven mayoritariamente navarros, reflejo de los viajes que realizó por distintas localidades y zonas navarras (Pamplona, Roncesvalles, Isaba, Estella, Sangüesa, Aoiz…).
Como él mismo afirmaba, su obra está profundamente influenciada por el impresionismo francés, por cuyos exponentes procesaba una gran admiración. De ellos heredó una pincelada suelta y ágil, lo que, unido a la gran variedad cromática que aprendió de la escuela del Bidasoa, resultaba en cuadros muy atractivos, de los que conservamos decenas de ejemplos, la mayoría repartidos entre casas navarras y vascas. 
Al fin y al cabo, los paisajes no eran más que una excusa para el autor con el fin de estudiar la luz y el color en sus distintas formas, así como su reflejo en la naturaleza y las localidades que visitaba. 
Algunos ejemplos destacados serían “La trinidad de Arre” (óleo sobre lienzo, 1988), “Vista de París” (cartón), “Puerto Vasco” (acuarela, 1959), “Plaza del Castillo” (óleo sobre lienzo, 1981) o “Vasquita” o “Caserita” (óleo sobre lienzo).

## Reconocimiento y exposiciones
Aunque la figura de Narciso Rota era bien conocida en las calles de Pamplona en vida del pintor, a su muerte poco a poco ha sido relegado al olvido, a pesar de haber sido uno de los artistas más importantes de la segunda generación de pintores vasco- navarros. La única excepción sería la exposición antológica que se le dedicó a modo de homenaje póstumo en el Restaurante Olari de Irurita, en el Valle del Baztán (de donde también se nos conservan algunos paisajes suyos), a principios de 2010.
Exposiciones suyas o con presencia de parte de su obra:
- 1958, Sala García Castañón de la CAMP, en Pamplona (45 obras).
- 1959, febrero. Círculo de BBAA de Madrid (C/ Alcalá). Paisajes navarros y de vascongadas.
- 1964, septiembre. Sala de fiestas del Hotel 3 Reyes de Pamplona, óleos y porcelanas.
- 1982, febrero. Sala García Castañón de la CAMP, en Pamplona (61 obras).
- 1984, diciembre. Exposición en su estudio, Calle Tejería 36.
- 1993, diciembre. Exposición en su estudio, Calle Tejería 36.
- 1998, enero – febrero. Exposición en Sala Azul (calle San Antón) de Pamplona (61 obras).
- 2002, septiembre. Exposición en Sangüesa, Palacio de Ongay-Vallesantoro.
- 2010, febrero – abril. Exposición antológica en Restaurante Olari de Irurita.
- 2022, diciembre - enero. La ruta jacobea en su paso por Navarra, Palacio del Condestable.[8]